# Orthotrichia capillata
Orthotrichia capillata är en nattsländeart som beskrevs av Wells 1979. Orthotrichia capillata ingår i släktet Orthotrichia och familjen smånattsländor. Inga underarter finns listade i Catalogue of Life.